# Municipio de Spring Valley (Minnesota)
El municipio de Spring Valley (en inglés: Spring Valley Township) es un municipio ubicado en el condado de Fillmore en el estado estadounidense de Minnesota. En el año 2010 tenía una población de 518 habitantes y una densidad poblacional de 6,24 personas por km².

## Geografía
El municipio de Spring Valley se encuentra ubicado en las coordenadas 43°43′17″N 92°23′1″O / 43.72139, -92.38361. Según la Oficina del Censo de los Estados Unidos, el municipio tiene una superficie total de 83.02 km², de la cual 82,97 km² corresponden a tierra firme y (0,06 %) 0,05 km² es agua.

## Demografía
Según el censo de 2010, había 518 personas residiendo en el municipio de Spring Valley. La densidad de población era de 6,24 hab./km². De los 518 habitantes, el municipio de Spring Valley estaba compuesto por el 98,07 % blancos, el 0,39 % eran afroamericanos, el 0,19 % eran asiáticos, el 0,97 % eran de otras razas y el 0,39 % eran de una mezcla de razas. Del total de la población el 1,54 % eran hispanos o latinos de cualquier raza.